# Daubrée (cràter)

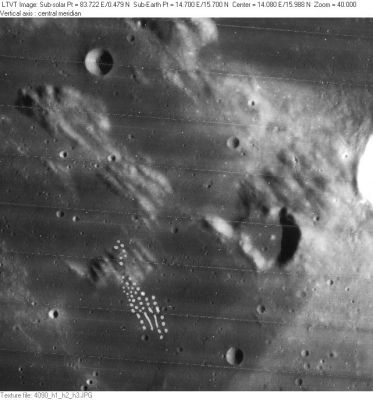
Fotografia de la missió Lunar Orbiter 4

Daubrée és un cràter d'impacte lunar que es troba al sud-oest de la Mare Serenitatis, just a l'oest-sud-oest del cràter Menelau, proper al domini dels Montes Haemus. La petita mar lunar Lacus Hiemalis apareix en el bord sud-oest de Daubrée.
Es tracta d'un cràter en forma de ferradura, amb la vora oberta cap al nord-oest. L'interior ha estat inundat per lava basàltica, deixant una plataforma anivellada sense trets en la superfície. El brocal té un tall rasant a l'extrem sud, i la vora oriental s'uneix a les crestes baixes pertanyents als Montes Haemus.
Aquest cràter va ser designat prèviament Menelao S abans de ser canviat el nom per la UAI.

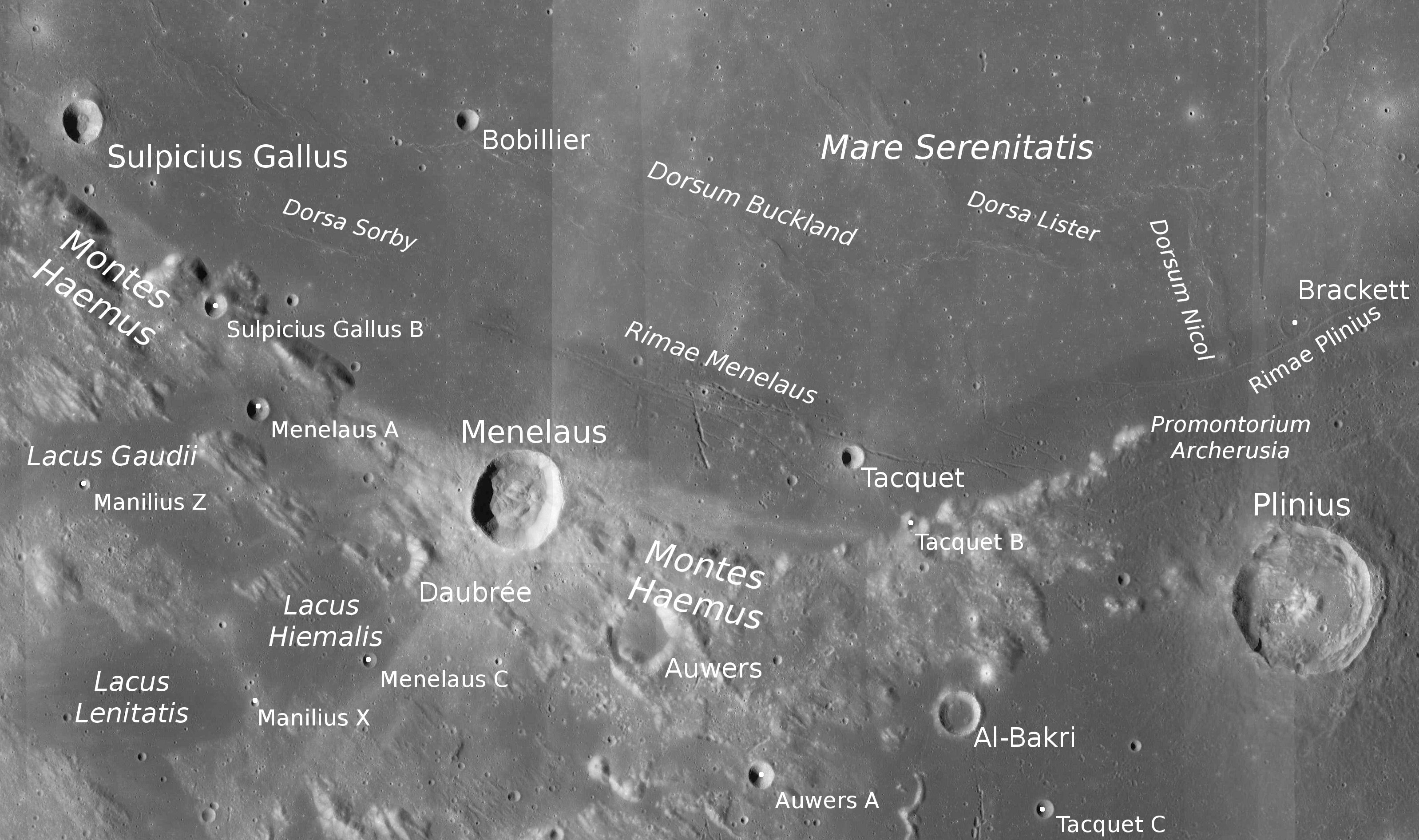
Localització de Daubrée (Quadrant inferior esquerre)